# Límit de Shockley-Queisser

El límit de Shockley-Queisser per a l'eficiència d'una cèl·lula solar, sense concentració de radiació solar. La corba és ondulada a causa de les bandes d'absorció a l'atmosfera. En el document original, l'espectre solar es va aproximar mitjançant una corba suau, l'espectre de cos negre de 6000K. Com a resultat, el gràfic d'eficiència era suau i els valors eren lleugerament diferents.

En física, el límit d'eficiència radiativa (també conegut com a límit d'equilibri detallat, límit de Shockley-Queisser, límit d'eficiència de Shockley Queisser o límit SQ) és l'eficiència teòrica màxima d'una cèl·lula solar que utilitza una única unió pn per recollir energia de la cèl·lula on l'únic mecanisme de pèrdua és la recombinació radiativa a la cèl·lula solar. Va ser calculat per primera vegada per William Shockley i Hans-Joachim Queisser a Shockley Semiconductor l'any 1961, donant una eficiència màxima del 30% a 1,1 eV. El límit és un dels més fonamentals per a la producció d'energia solar amb cèl·lules fotovoltaiques, i es considera una de les aportacions més importants en el camp.
Aquest primer càlcul va utilitzar l'espectre del cos negre de 6000K com a aproximació a l'espectre solar. Els càlculs posteriors han utilitzat espectres solars globals mesurats, AM 1,5, i han inclòs un mirall de superfície posterior que augmenta l'eficiència de conversió solar màxima fins al 33,16% per a una cèl·lula solar d'unió única amb un interval de banda d'1,34 eV. És a dir, de tota la potència que conté la llum solar (uns 1000 W/m²) que cau sobre una cèl·lula solar ideal, només el 33,7% es podria convertir mai en electricitat (337 W/m²). El material de cèl·lules solars més popular, el silici, té un interval de banda menys favorable d'1,1 eV, el que resulta en una eficiència màxima d'un 32%. Les cèl·lules solars monocristal·lines comercials modernes produeixen al voltant del 24% d'eficiència de conversió, les pèrdues degudes en gran part a preocupacions pràctiques com la reflexió a la part frontal de la cèl·lula i el bloqueig de la llum dels cables prims a la superfície de la cèl·lula.
El límit de Shockley-Queisser només s'aplica a les cèl·lules solars convencionals amb una única unió pn; Les cèl·lules solars amb múltiples capes poden (i ho fan) superar aquest límit, i també ho poden fer els solars tèrmics i alguns altres sistemes d'energia solar. En el límit extrem, per a una cèl·lula solar multiunió amb un nombre infinit de capes, el límit corresponent és del 68,7% per a la llum solar normal, o del 86,8% utilitzant la llum solar concentrada (vegeu l'eficiència de la cèl·lula solar).
En un semiconductor d'estat sòlid tradicional com el silici, una cèl·lula solar està feta de dos cristalls dopats, un un semiconductor de tipus n, que té electrons lliures addicionals, i l'altre un semiconductor de tipus p, que no té electrons lliures, referit. com a "forats". Quan es col·loquen inicialment en contacte entre si, alguns dels electrons de la part de tipus n fluiran cap al tipus p per "omplir" els electrons que falten. Finalment fluirà prou a través del límit per igualar els nivells de Fermi dels dos materials. El resultat és una regió a la interfície, la unió pn, on els portadors de càrrega s'esgoten a cada costat de la interfície. En el silici, aquesta transferència d'electrons produeix una barrera de potencial d'uns 0,6 V a 0,7 V.